# Njáls saga

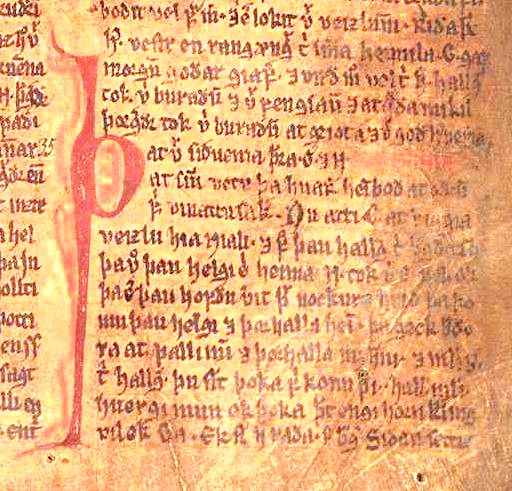
En sida ur Brennu-Njáls saga. Isländskt manuskript, cirka 1350.

Njáls saga, isländska Brennu-Njáls saga, "Brand-Njáls saga", är den längsta och mest kända av islänningasagorna. Den utspelar under åren 950–1015 i området Rangárvellir i södra Island.

## Handling

Illustration till Njáls saga, kapitel 59. August Malmström.

Njáls saga är, liksom andra stora islänningasagor, indelad i delar med olika titelpersoner. De tre första delarna är ganska korta och uppfattas snarast som en prolog. De beskriver tre olyckliga äktenskap.
Den fjärde och längsta delen handlar om Gunnar på Hlidarende, som är Njáls bäste vän och en hjälte som det är tänkt att man skall sympatisera med. Han hjälper sin mors kusin Unn med ett ärende på tinget och drar ut på vikingafärd, och sedan åker han hem och gifter sig med Hallgerd Hoskuldsdotter. Väl hemma får han många fiender utan egen förskyllan, främst genom Hallgerds och Mård Valgardssons försorg. Det slutar med att han blir dömd fredlös och dödad av ett stort uppbåd av fiender och att hans son Hogne tillsammans med Skarphedin Njálsson dödar en del av hans fiender som hämnd.
Den femte delen handlar om Njáls söner Grim och Helge. De har rest utomlands och bland annat vistats på Orkneyöarna där de träffar Kare Solmundsson. När de kommer till Norge, blir de fängslade av Hakon jarl för att Gunnars morbror Traen har räddat skurken Viga-Hrapp från honom. När de kommer hem vill de att Traen skall betala ett skadestånd till dem för det, men han vägrar och folket på hans gård förolämpar dem. Det leder till en fejd och Skarphedin dödar Traen. Efter förlikning mellan familjerna tar Njál Traens son Hoskuld till fosterson.
Den onde skurken Mård Valgardsson lurar Njáls söner att döda sin fosterbror Hoskuld Hvitanäsgode, varefter dennes släktingar bränner Njáls gård Bergtorshval så att han, hans söner, hans hustru Bergtora och hans lille dotterson dör. Njáls svärson Kare Solmundsson överlever och svär att hämnas.
I den sjätte och sista delen drar Kare och mordbrännarna omkring och ömsom slåss och ömsom flyr från varandra. Här har författaren infogat lilla Brianssagan, ett alster av keltoskandinavisk sagoskrivning med ämne från Clontarfslaget ("Briansslaget") på Irland den 23 april 1014, där somliga av Njáls banemän fann döden. På slutet försonas Kare med en av sina fiender efter att båda har varit ute på varsin pilgrimsfärd.
I hela Njáls saga finns en tendens att uppehålla sig mycket vid vad som händer på tinget. Författaren tycks vara intresserad av juridik och har främst använt sig av lagar ur Grágás. I den femte delen finns infogat ett kapitel som handlar om hur Island kristnades.

## Mordbranden på Bergtorshval
Mordbranden på Bergtorshval ska ha ägt rum den 23 augusti 1011. Gården Bergtorshval (isländska Bergþórshvoll) existerar än i dag och ligger på Islands sydkust. Arkeologer har företagit utgrävningar där 1883, 1885, 1927–1928, 1931 och 1950–1952, senaste gången under ledning av arkeologen Kristján Eldjárn, senare Islands president. Sammanlagt har man funnit resterna efter omkring 50 hus från olika tidsperioder. Man har funnit rester efter en brand i ett fähus och några andra byggnader från omkring år 1100. Man har dock inte funnit några arkeologiska bevis på att en mordbrand ägt rum år 1011.

## Tillkomst och manuskript
Sagan skrevs under 1200-talets sista decennier. Den är bevarad i ett flertal pergamenthandskrifter. Det äldsta av dem är Reykjabók (AM 468 qu.) från tidigt 1300-tal, som alla utgåvor till största delen byggs på. Av den förlorade Gullskinna finns pappersavskrifter. Andra handskrifter är Kálfalækjarbók (AM 133 fol.), Gráskinna (Gl. kgl. saml. 2870 qu.), Möðruvallabók (AM 132 fol.), Skafinskinna (Gl. kgl. saml. 2868 qu.), Sveinsbók (Gl. kgl. saml. 2869 qu.), Oddabók (AM 466 qu.) och Bæjarbók (AM 309 qu.). Sagan trycktes först i Köpenhamn år 1772.

## Översättningar till svenska
Njáls saga finns i följande svenska översättningar:
- Albert Ulrik Bååth (1879)
- Agnes Ekermann (1895)
- Hjalmar Alving (1943)
- Åke Ohlmarks (1964)
- Ingegerd Fries (1981)
- John Swedenmark (2004, version för barn och ungdom av Brynhildur Thórarinsdóttir)
- Lars Lönnroth (2006, bearbetad 2014)